# Ewoks: The Battle for Endor
Ewoks: The Battle for Endor (en México y Latinoamérica: La Batalla por Endor, y La Lucha por Endor en España) es un telefilme estadounidense de ciencia ficción de 1985 cuya historia pertenece a la franquicia Star Wars. Concebida como una secuela a la cinta La Aventura de los Ewoks, The Battle for Endor se enfoca en Cindel Towani, una pequeña niña que tras quedar huérfana se une a los Ewoks con el propósito de ayudarlos a vencer a los villanos que acechan su villa, y que a su vez se han apoderado de la Luna de Endor.

## Reparto
| Actor                  | Personaje            |
| ---------------------- | -------------------- |
| Warwick Davis          | Wicket W. Warrick    |
| Aubree Miller          | Cindel Towani        |
| Wilford Brimley        | Noa Briqualon        |
| Carel Struycken        | Terak                |
| Siân Phillips          | Charal               |
| Niki Botelho           | Teek                 |
| Paul Gleason           | Jeremitt             |
| Eric Walker            | Mace                 |
| Marianne Horine        | Joven Bruja          |
| Daniel Frishman        | Deej                 |
| Tony Cox               | Willy                |
| Pam Grizz              | Shodu                |
| Roger Johnson          | Teniente             |
| Michael Pritchard      | Jugador de cartas #1 |
| Johnny Weissmuller Jr. | Jugador de cartas #2 |
| Matthew Roloff         | Ewok con muletas     |

## Título de la película
La película posee varios títulos, o se pueden a referirse a ella de varias formas en función de donde aparezca. Este es un pequeño resumen de los mismos:
- DVD original (inglés): Star Wars. Ewoks Adventures. The Battle for Endor.
- DVD español: Star Wars. Los Ewoks. La Lucha por Endor.
- DVD español (voz en OFF): La Lucha por Endor.
- DVD latino: Star Wars. Ewoks. La Batalla por Endor.
- DVD latino (voz en OFF): Ewoks. La Batalla por Endor.
- Disney + (anuncio): Star Wars Vintage. La Batalla del planeta de Los Ewoks.

## Cronología
Los sucesos relatados en la película ocurren algún tiempo después de los acontecimientos de la serie animada Ewoks, figurando entre la cronología de Star Wars: Episode V - The Empire Strikes Back y Star Wars: Episode VI - Return of the Jedi. Sólo seis meses han transcurrido desde los sucesos de la primera película, y el vehículo starcruiser de la familia Towani ya se encuentra reparado en su mayoría; Jeremitt es quien se está encargando de darle los últimos toques a la nave.
Cindel y Wicket han estado caminando juntos por el bosque, recolectando flores. Como resultado de su interacción con los Towani, Wicket ha logrado comprender un nivel de Básico, tal y como se describe en el universo expandido de Star Wars.